# Mare de Déu dels Arcs
El Mare de Déu dels Arcs o Santa Maria dels Arcs és una església de Santa Pau (Garrotxa) inclosa a l'Inventari del Patrimoni Arquitectònic de Catalunya. El santuari dels Arcs és l'hostatgeria per a pelegrins bastida als segles xvii i XVIII i s'hi accedeix per una escalinata també d'època barroca. És una església romànica del segle xii d'una sola volta amb reformes del segle xviii. Inicialment va ser l'església parroquial de Santa Pau, fins que es va construir el temple en el centre de la vila, prop del castell.

## Descripció

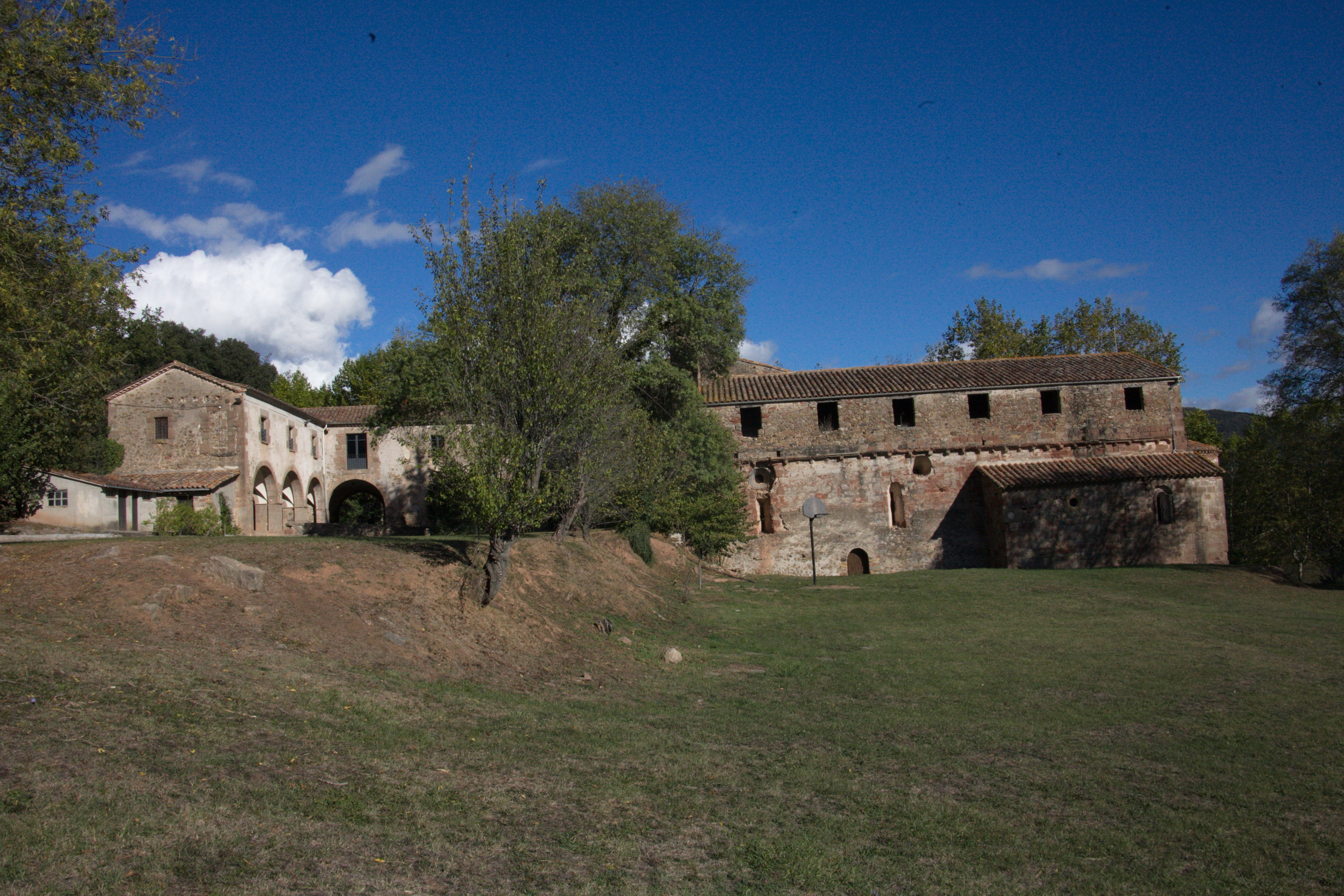
Santuari i Casa de colònies

És una església restaurada en diverses ocasions, quedant desfigurada la línia inicial romànica. El temple és d'una nau, coberta amb volta de canó de perfil apuntat, amb tres arcs torals La capçalera, a llevant, és d'absis semicircular. Presenta un transsepte amb volta de canó acabat amb una absidiola semicircular a cada braç que no s'acusa a l'exterior. Al mur de migjorn hi ha una finestra de factura romànica amb les dovelles esculpides i dues columnes amb capitells força deteriorats. L'absis presenta a l'exterior una decoració formada per una motllura de cavet, un fris de dents de serra i les arcuacions de tipus llombard suportades per mènsules, algunes de les quals presenten motius ornamentals. Malauradament no es conserva la finestra romànica amb decoració que va ser arrencada després de l'any 1936. La portalada original va ser substituïda per l'actual d'estil barroc. Al capdamunt s'alça el campanar d'espadanya de dos obertures desfigurat pel sobrealçament sofert per la nau que es perllonga també en l'absis.

## Història
El nom dels Arcs deriva del llatí Arcus i, segons alguns etimòlegs, evoca una construcció romana. El primer text on es documenta data del segle IX amb la denominació de Rividazer, i no és fins al segle x que s'esmenta l'existència d'una església dedicada a Santa Maria. L'advocació dels arcs és més tardana (apareix el nom és del 1157 en una confessió feta per Ademar de Porqueres i la seva esposa Agnès al bisbe de Girona Berenguer de Llerç d'uns drets dominicals que rebien del bisbat) i està relacionada amb la llegenda de la troballa, feta per un bou i una pastora del mas Plandevall de la imatge de la Verge Maria en una cova que tenia la forma d'uns arcs.
Els vestigis romànics més primitius corresponen al segle xi o XII, però hi podia haver un temple anterior, potser del segle ix, ja que el lloc ja és citat l'any 867 i deu anys després, ja en poder dels benedictins de Banyoles, apareix amb el nom de cel·lam de santa Maria. Els terratrèmols de l'any 1427 i següent afectaren el santuari. La reconstrucció es va començar molts anys després, i passà per moltes etapes. El frontispici no es va acabar fins a l'any 1775. D'aquest moment són també la graonada del temple, feta amb carreus. El temple va ser consagrat pel bisbe de Girona, però no se sap la data.
Després dels terratrèmols del segle xv se li van fer reformes. Aprofitaren l'absis, bastant mutilat, i uns murs. L'argamassa no sols substituïa els carreus sinó que en dissimilava d'altres per a completar parets, façana i volta. La nau va ser allargada per la banda de ponent. Van prescindir de l'entrada original i n'obriren una altra. La volta de maçoneria apuntada es construí després d'aixecar els dos arcs torals, recolzats en llurs pilastres. El frontispici no es va acabar fins a l'any 1775 i s'arrebossà i s'esgrafià. El campanar de cadireta ja era construït. D'aquesta època és l'escalinata d'accés al temple feta de carreus.
Durant els segles xvii i XVIII es va construir la casa d'hostatgeria per als pelegrins. L'església havia tingut un timpà notable que es descobrí cap als anys 1960 i es vengué a un antiquari. Hi havia representat el pantocràtor rodejat pels símbols dels quatre evangelistes.